# Teenage Mutant Ninja Turtles (Game Boy Advance)
Teenage Mutant Ninja Turtles utkom den 21 oktober 2003 och är ett datorspel till Game Boy Advance, baserat på serien Teenage Mutant Ninja Turtles (TMNT). I detta spel, som är baserat på 2003 års serie, har varje sköldpadda var sin bana att klara. Förutom de sidscrollande banorna, finns tredjepersonsrace, där Donatello skall styra farkosten "Shell-glider", och ett cykelrace mellan Raphael och Casey Jones.

## Handling
Kort efter att en grupp mouserrobotar förstör sköldpaddornas gamla hem, börjar de även anfalla deras nya hem. Michelangelo går sill slut Raphael på nerverna, och Raphael lämnar de andra sköldpaddorna och söker sig upp till markytan. På markytan stöter han på Purple Dragons, Casey Jones, och Dragonface. Baxter Stockman skickar snart sina Foot tech-ninjas för att ta Raphael till fånga, och Donatello måste rädda honom. Därefter stöter de på genetiska mutanter. 

### Fotnoter
1. ↑  ”Teenage Mutant Ninja Turtles (Game Boy Advance)Discuss” (på engelska). Mobygames. 11 mars 2003. http://www.mobygames.com/game/gameboy-advance/teenage-mutant-ninja-turtles_. Läst 1 december 2015.